# 04:01
04:01 – siódmy album studyjny polskiego rapera KęKę, wydany 14 czerwca 2024 roku nakładem wytwórni Takie Rzeczy Label. Album zadebiutował na 1 miejscu listy OLiS.
Płyta osiągnęła status podwójnie platynowej 9 października 2024 roku.

## Lista utworów
| Nr | Tytuł utworu                    | Tekst                            | Producent       | Czas |
| -- | ------------------------------- | -------------------------------- | --------------- | ---- |
| 1  | "Start"                         | Piotr Siara                      | PSR             | 2:06 |
| 2  | "Mrugnąłem tylko raz" gośc. Jaś | Piotr Siara, Jan Siara           | PSR             | 2:42 |
| 3  | "Trofeum"                       | Piotr Siara                      | Foxs            | 3:42 |
| 4  | "Pewex"                         | Piotr Siara                      | PSR             | 2:43 |
| 5  | "Brudne mysli" gośc. Grizzlee   | Piotr Siara, Kamil Raciborski    | Worek, Perreira | 3:02 |
| 6  | "Pełen obraz" gośc. Żabson      | Piotr Siara, Mateusz Zawistowski | PSR             | 2:53 |
| 7  | "Nowy design" gośc. Jonatan     | Piotr Siara, Jonatan Chmielewski | Jonatan         | 2:38 |
| 8  | "Chora głowa" gośc. Wac Toja    | Piotr Siara, Wacław Osiecki      | Chino           | 3:05 |
| 9  | "Tylko ciemność" gośc. Gibbs    | Piotr Siara, Mateusz Przybylski  | Gibbs           | 3:12 |
| 10 | "Nadziei słowa"                 | Piotr Siara                      | Foxs, Leśny     | 3:22 |
| 11 | "Głęboki oddech" gośc. Vix.N    | Piotr Siara, Dariusz Szlagor     | PSR             | 3:24 |
| 12 | "Znachor"                       | Piotr Siara                      | Nody Beats      | 3:04 |
| 13 | "Do góry głowa"                 | Piotr Siara                      | ADZ             | 3:36 |
| 14 | "Pełen obraz (solo)"            | Piotr Siara                      | PSR             | 2:53 |

## Pozycje na listach sprzedaży
| Kraj   | Lista (2024)             | Najwyższa pozycja |
| ------ | ------------------------ | ----------------- |
| Polska | OLiS – albumy            | 1                 |
| Polska | OLiS – albumy fizycznie  | 1                 |
| Polska | OLiS – albumy w streamie | 5                 |

| Kraj   | Lista (2024)            | Pozycja |
| ------ | ----------------------- | ------- |
| Polska | OLiS – albumy           | 6       |
| Polska | OLiS – albumy fizycznie | 2       |
| Polska | OLiS – albumy – winyle  | 51      |

## Wyróżnienia
| Rok  | Konkurs                 | Kategoria          | Rezultat |
| ---- | ----------------------- | ------------------ | -------- |
| 2025 | Bestsellery Empiku 2024 | Muzyka rap/hip-hop | Wygrana  |